# Dejan Jaković
Dejan Jaković (Karlovac, 16 de julho de 1985) é um futebolista croata naturalizado canadense que atua como defensor. Atualmente, joga pelo Shimizu S-Pulse, do Japão.
Pela Seleção Canadense, Jakovic jogou 27 partidas, não marcando nenhum gol.